# Kość główkowata

Kość główkowata (lewa ręka)

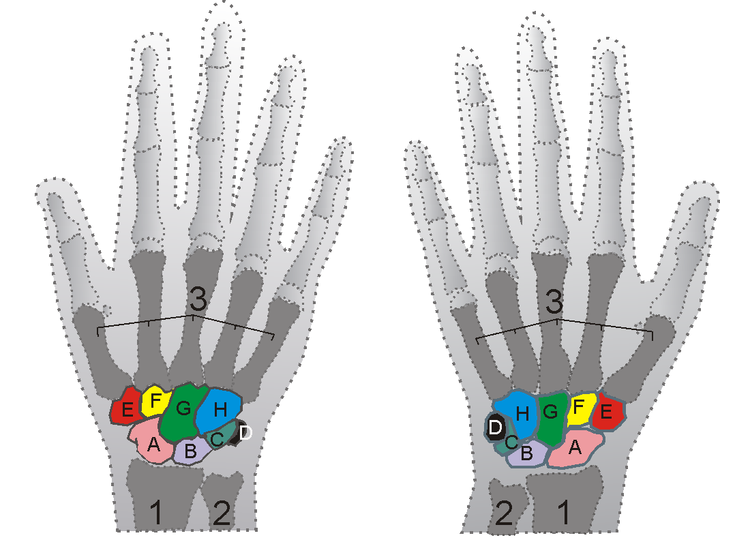
Kości nadgarstka: A – kość łódeczkowata, B – kość księżycowata, C – kość trójgraniasta, D – kość grochowata, E – kość czworoboczna większa, F – kość czworoboczna mniejsza, G – kość główkowata, H – kość haczykowata

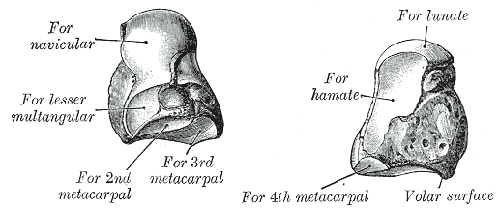
Lewa kość główkowata człowieka.

Kość główkowata (łac. os capitatum) – największa z ośmiu kości nadgarstka człowieka, leżąca w szeregu dalszym, pomiędzy kością czworoboczną mniejszą i kością haczykowatą. Jak inne kości nadgarstka (z wyjątkiem kości grochowatej) jest nieregularnie sześcienna, ma sześć powierzchni. Wyróżnia się w niej część górną, inaczej głowę (łac. caput), węższą część pośrednią, czyli szyjkę (łac. collum) oraz część dolną (łac. corpus). Okrągła i gładka powierzchnia bliższa (górna) łączy się z kością księżycowatą, a powierzchnia dalsza (dolna) z kościami śródręcza: II, III i IV. Powierzchnie dłoniowa i grzbietowa są nierówne, pierwsza z nich łączy się z mięśniem przywodzicielem kciuka. Zazwyczaj równa powierzchnia łokciowa łączy się z kością haczykowatą, a wypukła powierzchnia promieniowa – z kością łódeczkowatą i kością czworoboczną mniejszą.